# Lorraine Gary
Pour les articles homonymes, voir Gary.
Lorraine Gary est une actrice américaine, née le 16 août 1937 à New York.

## Filmographie
- 1970 : Le Virginien (TV) saison 9 épisode 13 (Hannah) : Mrs.Nelson
- 1971 : The City (TV) : Victoria Ulysses
- 1973 : The Marcus-Nelson Murders (TV) : Ruthie
- 1973 : Partners in Crime (TV) : Margery Jordan
- 1974 : Pray for the Wildcats (TV) : Lila Summerfield
- 1974 : Kojak (série TV) - Saison 1, épisode 11 (Marker to a Dead Bookie) : Ruth Gardner
- 1975 : Les Dents de la mer (Jaws) : Ellen Brody
- 1975 : Man on the Outside (TV) : Nora Griffin
- 1976 : Lanigan's Rabbi (TV) : Myra Galen
- 1976 : Car Wash de Michael Schultz : Hysterical Lady ('Miss Beverly Hlls')
- 1977 : Jamais je ne t'ai promis un jardin de roses (I Never Promised You a Rose Garden) : Ester Blake
- 1978 : Les Dents de la mer, 2e partie (Jaws II) de Jeannot Szwarc : Ellen Brody
- 1978 : Zero to Sixty : Billy-Jon
- 1978 : Crash (en) (TV) : Emily Mulwray
- 1979 : Just You and Me, Kid (en) de Leonard B. Stern (en) : Shirl
- 1979 : 1941 : Joan Douglas
- 1987 : Les Dents de la mer 4 (Jaws: The Revenge) : Ellen Brody